# Świętochłowice

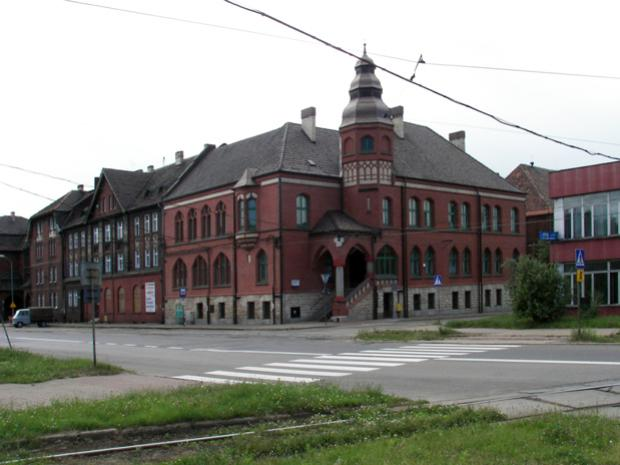
Stadshuset i Świętochłowice.

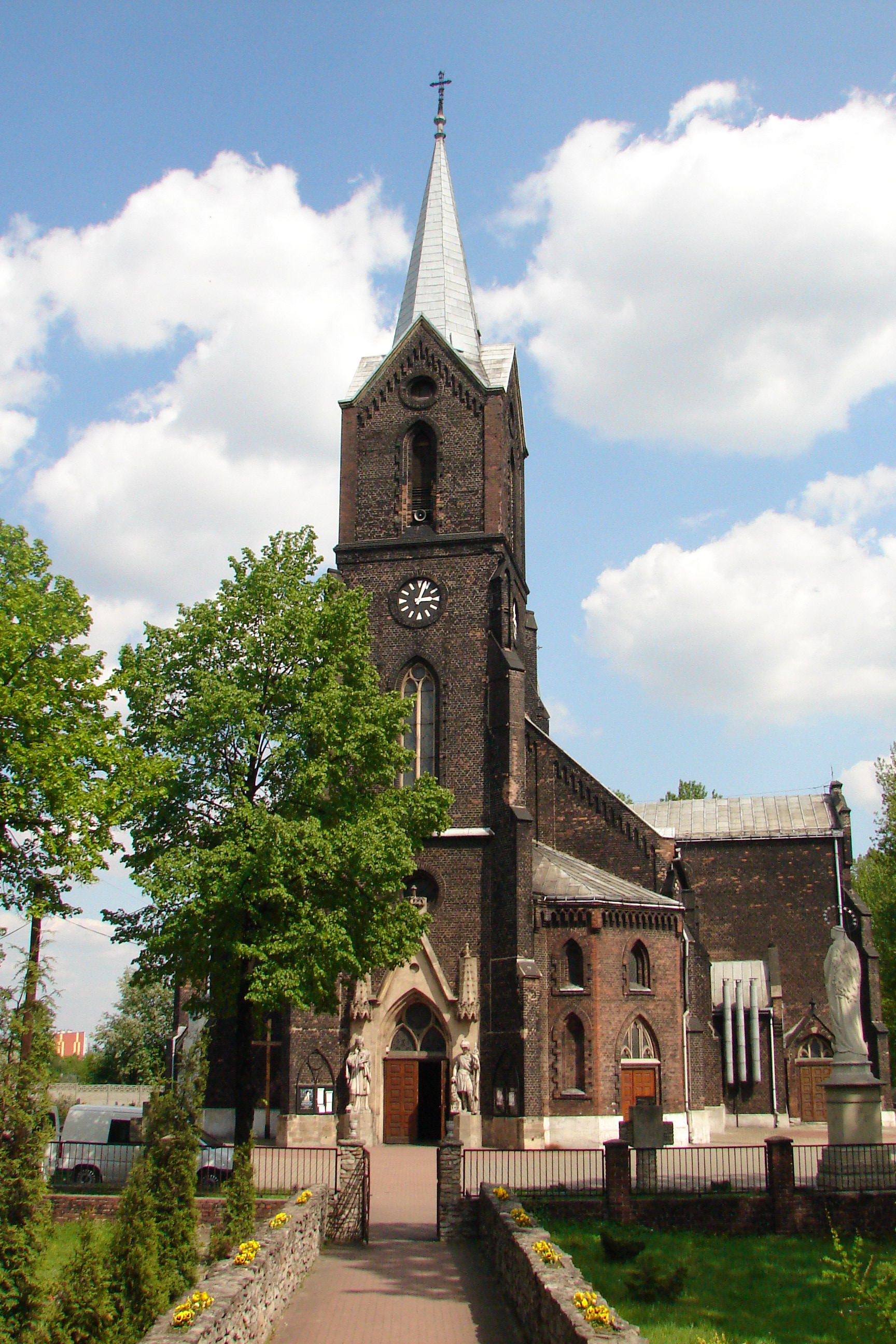
St. Augustinkyrkan i Świętochłowice.

Świętochłowice (uttal: [ˌɕvjɔ̃tɔxwɔˈviʦɛ]; tyska: Schwientochlowitz) är en stad i Övre Schlesien i sydvästra Polen belägen 10 kilometer nordväst om Katowice. Staden hade år 2005 59 000 invånare och 4 200 invånare per km².
I Świętochłowice fanns ett polskt koncentrationsläger för tyska civilister, Zgoda.